# Кік-Ем-Дженні
Кік-ем-Дженні — діючий підводний вулкан в Карибському морі за 8 км на північ від узбережжя острова Гренада. Є єдиним відомим діючим підводним вулканом в околицях і одним з найактивніших вулканів у східній частині Вест-Індії.. Розташований на схилі Малого Антильського хребта і знаходиться на 1,3 км вище морського дна.
В результаті вулканічної діяльності є мінімальний ризик появи цунамі. Виверження 1939 1974 і 1988 років ставали причиною цунамі, але серйозних руйнувань не принесли.
В 1939 році було зафіксовано перше виверження вулкана, коли помітили трьохсотметрову колону з пилу і попелу, яка піднімалася з дна моря. З 1939 по 2018 рік зафіксовано 13 вивержень. За час спостережень вулкан викинув близько 7 млн м³ речовини. Вулканічна лава складається з олівінових базальтів і базальтових андезитів і по складу подібна з лавою вулканів на навколишніх островах. Внаслідок зсувів і обвалів, які в п'ять разів перевищують викид речовини відбувається зменшення обсягу вулкана.
Вулканічна активність має властивість періодичних змін. Здебільшого відбуваються невеликі виверження, які не змінюють форму лавового купола, але з періодичністю близько п'ятдесяти років проходять потужні виверження, що призводять до різких змін форми лавового купола. Вулканічний купол розташований на глибині 180 м. Вулканический купол расположен на глубине 180 метров.
Регулярно проводяться дослідження вулкана. Група британських геологів під керівництвом Роберта Аллена спільно з геологами з Тринідаду і Тобаго досліджувала зміни дна близько Кік-Ем-Дженні для чого зробила аналіз батиметричних даних, отриманих в ході експедицій 1985—2014 років і 2016—2017 років. Для періоду в 32 роки було складено шість карт дна біля вулкана з просторовим дозволом від 1 до 4 метрів по вертикалі і близько 5 метрів по горизонталі. Також вийшло виконати картування поверхні вулкана і батиметричні вимірювання в момент викиду з жерла газу і попелу.